# カップヌードルしょう油
カップヌードルしょう油（カップヌードルしょうゆ）は、日清食品が発売しているカップラーメンで、カップヌードルシリーズの最初の1種である。商品名は単にカップヌードルであり『しょう油』は他の商品と区別するために付けられた俗称に過ぎない。

## 概要
『カップヌードル』シリーズのうち、最初に発売されたスタンダード商品である『カップヌードル』を指す。醤油ラーメン風であるため俗に「しょう油」と呼ばれるが、オリジナルの味となっている。2009年4月下旬出荷分よりダイス状のチャーシュー（通称「コロ・チャー」。コロっとしたチャーシューの略）が新たに加えられ、更に2010年4月下旬出荷分よりBIGにもダイス状のチャーシューが加えられた。2015年4月以降の出荷分からはダイス状のミンチの割合が増え、逆にダイス状のチャーシューのサイズの縮小を経て、2019年3月以降の出荷分からはレギュラー、ビッグに関わらず、具材にダイス状のチャーシューが含まれなくなった。
発売当時の値段は100円だった。

## 標準栄養成分
- エネルギー 357kcal
- 蛋白質 10.3g
- 脂質 15.0g
- 炭水化物 45.4g
- ナトリウム 2.0g
- ビタミンB1 0.23mg
- ビタミンB2 0.31mg
- カルシウム 113mg

（レギュラーサイズ1食77g当たり）

## ラインアップ
2025年3月現在の製品
- レギュラー（オリジナル）
- ミニ
- ビッグ
- PRO（後述するライト、およびナイスの後継商品にあたる。ノンフライ麺を採用し、高たんぱく・糖質25％オフを実現した機能性重視の商品）
- あっさりおいしい（先述のレギュラーの廉価版にあたる商品で発売当初の商品名はスープヌードルだったが、後に商品名をあっさり少なめ カップヌードルへの改称を経て現在の商品名となった）

過去の製品
- ライト（ラインアップ中、先述のPROが登場するまでは唯一のノンフライ麺を採用）
- KING（カップヌードル誕生40周年記念商品）
- ナイス（先述のPROの発売開始に伴い、ライトと共にそのまま終売となった）